# Ermolao Barbo
Ermolao Barbo était un humaniste et pharmacologue du XVIe siècle.
Il chercha à uniformiser la grande variété des mots utilisés et à uniformiser les termes anciens et nouveaux afin de donner une vision d'ensemble complète et plus cohérente dans son ouvrage Castigationes plinianae. Il sut créer un matériel qui avec le temps était devenu inintelligible et supprima les erreurs et les redondances.